# Блайтвилл (Арканзас)
Блайтвилл (англ. Blytheville) — город, расположенный в округе Миссисипи (штат Арканзас, США) с населением в 18 272 человека по статистическим данным переписи 2000 года.
Является одним из двух административных центров округа Миссисипи.

## История
Блайтвилл был основан в 1879 году священником методистской церкви Генри Т. Блайтом. Местоположение населённого пункта было выбрано примерно в 96 километрах к северу от крупного города Уэст-Мемфис. Инфраструктура посёлка строилась главным образом на лесозаготовках, его население увеличивалось быстрыми темпами, и в 1890 году поселение получило официальный статус города.
В связи с массовой вырубкой деревьев в дальнейшем экономика Блайтвилла постепенно переориентировалась с лесозаготовок на выращивание и переработку хлопка. Вплоть до 1980 года город был известен, как центр крупных сельскохозяйственных общин, роль которых в дальнейшем стала падать быстрыми темпами по причине массового внедрения механизированных методов в сельском хозяйстве. С тех пор интенсификация экономики Блайтвилла происходила в-основном в части быстрого роста промышленности чёрной металлургии.

## География
По данным Бюро переписи населения США Блайтвилл имеет общую площадь в 53,61 квадратных километров, из которых 53,35 кв. километров занимает земля и 0,26 кв. километров — вода. Площадь водных ресурсов города составляет 0,48 % от всей его площади.
Город Блайтвилл расположен на высоте 78 метров над уровнем моря.

## Демография
| Год  | Население |
| ---- | --------- |
| 1940 | 10 700    |
| 1950 | 16 200    |
| 1960 | 20 800    |
| 1970 | 24 800    |
| 1980 | 24 300    |
| 1990 | 22 500    |
| 2000 | 18 272    |

По данным переписи населения 2000 года в Блайтвилле проживало 18 272 человека, 4746 семей, насчитывалось 7001 домашнее хозяйство и 8533 жилых дома. Средняя плотность населения составляла около 342,6 человека на один квадратный километр.
Расовый состав Блайтвилла по данным переписи распределился следующим образом: 10,15 % белых, 89,15 % — чёрных или афроамериканцев, 0,19 % — коренных американцев, 0,60 % — азиатов, 0,07 % — выходцев с тихоокеанских островов, 1,38 % — представителей смешанных рас, 0,48 % — других народностей. Испаноговорящие составили 1,31 % от всех жителей города.
Из 7001 домашних хозяйств в 33,3 % — воспитывали детей в возрасте до 18 лет, 42,3 % представляли собой совместно проживающие супружеские пары, в 20,9 % семей женщины проживали без мужей, 32,2 % не имели семей. 28,1 % от общего числа семей на момент переписи жили самостоятельно, при этом 11,9 % составили одинокие пожилые люди в возрасте 65 лет и старше. Средний размер домашнего хозяйства составил 2,57 человек, а средний размер семьи — 3,16 человек.
Население по возрастному диапазону по данным переписи 2000 года распределилось следующим образом: 29,9 % — жители младше 18 лет, 10,4 % — между 18 и 24 годами, 26,0 % — от 25 до 44 лет, 19,6 % — от 45 до 64 лет и 14,1 % — в возрасте 65 лет и старше. Средний возраст жителей составил 33 года. На каждые 100 женщин в Блайтвилле приходилось 86,5 мужчин, при этом на каждые сто женщин 18 лет и старше приходилось 81,3 мужчин также старше 18 лет.
Средний доход на одно домашнее хозяйство в составил 26 683 доллара США, а средний доход на одну семью — 32 816 долларов. При этом мужчины имели средний доход в 30 889 долларов США в год против 20 710 долларов среднегодового дохода у женщин. Доход на душу населения всоставил 14 426 долларов в год. 23,3 % от всего числа семей в населённом пункте и 28,6 % от всей численности населения находилось на момент переписи населения за чертой бедности, при этом 42,2 % из них были моложе 18 лет и 17,4 % — в возрасте 65 лет и старше.

## Крупнейшие работодатели

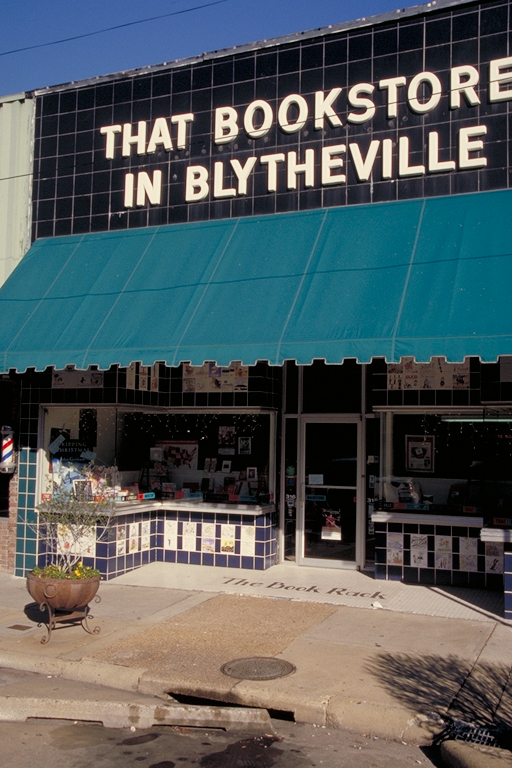
Книжный магазин в Блайтвилле

- Филиал сталелитейной корпорации Nucor
- Aviation Repair Technologies (ART) — компания, выполняющая техническое обслуживание и ремонт гражданских самолётов. Штаб-квартира компании находится в Международном аэропорту Арканзаса[4][5].

## Известные уроженцы и жители
- Ди Кларк — певец в стиле ритм-н-блюз
- Альберт Фельштейн — художник, редактор журнала «Mad».